# その5分前
その5分前（そのごふんまえ）は、NHK総合テレビジョンで2006年12月26日から12月30日までプライムタイムで5分間のミニ番組枠で放送されたテレビドラマ。2007年4月30日09:30から NHK総合テレビジョンで全話再放送（ステレオ・字幕・ハイビジョン放送）した。

## 或る夜の出来事
放送日時・2006年12月26日22:55 - 23:00

### ストーリー
サトコは30過ぎのOL。恋には奥手で、毎回借りに行くレンタルビデオを家で鑑賞するのを楽しみにしていた。そして、もうひとつサトコはそのビデオ屋の若い店員タカシに恋をしていた。借りた映画についてお互いにその感想を述べ合う、そんな他愛もないことにサトコは胸をときめかせていた。今日も、仕事が終わり閉店間際に滑り込みセーフ。タカシがサトコを迎えてくれた。「どうでした？この映画。」そんな言葉もサトコには胸の鼓動が鳴りっ放し。しかし、タカシは今日を最後に店を辞めるという。動揺するサトコは、タカシに訳の分からないことを捲くし立てる。あと少しで店も閉まる、彼と会えなくなってしまう。サトコは勇気を振り絞り「映画一緒に観ませんか？」と一言。「いいですよ、閉店の後片付けが終わったら、ここで一緒に観ましょ。」サトコはかすかな恋の予感がしたのであった。

### キャスト
- サトコ：原田知世
- タカシ（ビデオ屋の店員）：松山ケンイチ[1]

### スタッフ
- 脚本：マギー

## ラスト・ファイト
放送日時・2006年12月27日22:55 - 23:00

### キャスト
- 木村祐一
- 泉澤祐希

### スタッフ
- 脚本：佃典彦

## 逃げろメロス
放送日時・2006年12月28日22:50 - 22:55

### キャスト
- 岩沼佑亮
- 鈴木達也

### スタッフ
- 脚本：櫻井剛

## 明日への船出
放送日時・2006年12月29日21:50 - 21:55

### キャスト
- 小林聡美
- 多部未華子

### スタッフ
- 脚本：マギー

## 最後の翼
放送日時・2006年12月30日22:25 - 22:30

### キャスト
- 夏八木勲
- 福田麻由子

### スタッフ
- 脚本 - マギー